# حقوق الإنسان في صربيا
حقوق الإنسان في صربيا هي نتاج يعكس المعايير الاجتماعية والعمليات السياسية للبلاد، إضافة إلى تاريخ الدولة المحلي والقانون والعلاقات مع الأطراف الخارجية مثل الاتحاد الأوروبي. تتم حماية هذه الحقوق من خلال الدمج المستمر بين المعايير العالمية والنظم القانونية، وتنفيذ القانون ومساءلة أصحاب الواجب عن القوانين التي وضعوها، ومحاسبتهم على نتائج انتهاكاتهم، أي بنفس طريقة حماية حقوق الإنسان بشكل عام. تشير التقارير الحديثة لـ هيومن رايتس ووتش إلى وجود عيوب مستمرة للنظام في صربيا ومنها الإقصاء الممنهج للسكان من «أقلية الروما» والمضايقة التي يتعرض لها الصحفيون ومثليو الجنس بالإضافة للاتهام بجرائم الحرب، والمساكن السيئة للاجئين (خاصة بالنسبة للأطفال).

## نظرة عامة
كانت صربيا ترتكب للعديد من الانتهاكات لحقوق الإنسان خصوصًا أثناء تفكك يوغوسلافيا، وكانت أبرز انتهاكاتها في البوسنة والهرسك. إذ شارك الكثيرون ممن كانوا مع القوات الصربية في البوسنة والهرسك بارتكاب جرائم ضد الإنسانية، وأدينوا في النهاية من قبل المحكمة الجنائية الدولية ليوغوسلافيا سابقًا.
تشيد أحدث التقارير الدورية للجنة حقوق الإنسان التابعة للأمم المتحدة بصربيا في العديد من الجوانب، مثل تبني تشريعات شاملة تدريجيًا. ومع ذلك فإن المسائل المذكورة المستمرة والمثيرة للقلق تشمل عدم كفاية تنفيذ وتمويل التدابير المناهضة للتمييز بالإضافة للاستبعاد المستمر لشعوب الروما، والتمييز ضد المثليين والمصابين بفيروس عوز المناعة البشري، وانعدام الحماية القانونية للأشخاص ذوي الإعاقة، وعدم كفاية سبل الوصول إلى وثائق الهوية الشخصية للاجئين والمشردين والفشل العام في جمع معلومات الأقليات العرقية والدينية لضمان تقديم تقارير مسؤولة.

## حسب المنطقة

### كوسوفو
هرب بعد الصراع ما يصل إلى 250000 من الصرب والأقليات العرقية الأخرى من منازلهم إلى الشمال خوفًا على سلامتهم.

### تيموك
أعربت الجمعية البرلمانية لمجلس أوروبا في عام 2005 عن أسفها لازدواجية المعايير التي تطبقها صربيا في فصل الرومانيين في فويفودينا في شمال صربيا بشكل غير طبيعي عن الرومانيين في شرق صربيا، إذ كان هناك اشتباكات منتظمة منذ عام 2004 بين السلطات الصربية والجالية الرومانية في تيموك عندما قرر بويان ألكساندروفيتش؛ وهو قس روماني أرثوذكسي بناء الكنيسة الرومانية الأرثوذكسية مالاجنيكا، إذ قُدمت الخدمات باللغة الرومانية، قبل أن يتعرّض للتهديدات لاحقًا.
تعرضت الرابطة الثقافية الرومانية في نيغوتين للتخريب في عام 2004 إذ كتب القوميون المتطرفون المؤيدون للفاشية عبارة «خارج صربيا» على نوافذ الأبواب الرئيسية. وفي تعداد عام 2002 كان هناك 34576 شخصًا أعلنوا أنهم رومانيين، وأعلن 40450 أنهم «فلاك». لفتت لجنة هلسنكي لحقوق الإنسان في صربيا الانتباه إلى وضع الشعب الروماني الذي يعيش في تيموك وإلى حقهم في الحفاظ على هويتهم الرومانية.

### فويفودينا
حُددت فويفودينا في عامي 2003 و 2004 من قبل هيومن رايتس ووتش والبرلمان الأوروبي كمنطقة تعاني من انتهاكات لحقوق الإنسان، إذ لوحظ حدوث زيادة في مستوى العنف العرقي منذ بدء الانتخابات الوطنية عام 2003. وافق البرلمان الأوروبي بالإجماع في سبتمبر 2005 بعد التحقيق الشامل في هذه المزاعم، ومع مراعاة التاريخ الطويل للنزاع العرقي في البلقان على قرار أُعلن على موقع أوروبا على شبكة الإنترنت بالنحو التالي: «في القرار الذي اعتمد بشأن فويفودينا وبأغلبية 88 صوتًا مؤيدًا مقابل لا شيء وامتناع عضوين عن التصويت، يعرب البرلمان عن قلقه العميق بشأن الانتهاكات المتكررة لحقوق الإنسان وانعدام القانون والنظام في تلك المقاطعة».
ومن الأمثلة على الإجراءات الفعالة للشرطة في مكافحة العنف الإثني، عندما قام 5 شباب هنغاريين من متعاطي المخدرات (استيفان مارياس وزولت إيليس وأرباد هورفات وزولتان سزاكيل وجوزف يوراكس) في 26 يونيو 2004 بمهاجمة رجل صربي إثني هو زوران بتروفيتش من نوفي ساد في تيميرين، إذ هاجموه وعذبوه (عن طريق إدخال مضرب بيسبول في شرجه)، كان السيد بيتروفيتش على وشك أن يموت، إذ قاموا بتعذيبه بنفس الطريقة التي حدثت في كوسوفو قبل عدة سنوات عندما أدخل العديد من الألبان زجاجة في شرج أحد صرب كوسوفو، ما أثار بعض أحداث الصراع في كوسوفو وقد فُسّر ذلك في بعض التقارير الإعلامية بأن له غرضًا رمزيًا لتذكير الصرب بالإعدام عن طريق «الخازوق» خلال فترة الحكم العثماني. أدين المجرمون الخمسة لاحقًا وحكم عليهم بعقوبة نص عليها القانون وهي السجن لمدة تتراوح بين 11 و15 سنة.

## تقارير الأمم المتحدة الأخيرة
انتهى التقرير الدوري الثالث للحقوق المدنية والسياسية في صربيا في عام 2017، وانتهى التقرير الدوري الثاني عن الحقوق الاقتصادية والاجتماعية والثقافية في عام 2014. إذ سلطوا الضوء على المسائل المثيرة للقلق والتدابير المتخذة نحو تطبيق حقوق الإنسان منذ تقديم التقارير السابقة في صربيا. شملت الجوانب الإيجابية: التصديق، أو الانضمام إلى العديد من الاتفاقيات والبروتوكولات الدولية لحقوق الإنسان، واعتماد استراتيجيات وطنية لتحقيق المساواة بين الجنسين، ومناهضة التمييز، وتنفيذ خطط عمل لمكافحة الفساد، والاتجار بالأشخاص، والعنف المنزلي، واعتماد إستراتيجية وطنية للتوظيف، مع إعانات لتوظيف أقلية الروما والتغيير في قوانين نظام الرعاية الاجتماعية والتعليم بما يعزز الإدماج الاجتماعي والحماية القانونية للأمهات العاملات والنساء الحوامل، وإصدار قانون جديد لعام 2016 بشأن منع العنف المنزلي، وتكثيف الجهود من أجل العثور على المفقودين.
يشير المؤلفون أيضًا إلى جرائم الكراهية المستمرة والتمييز وعدم وجود حماية قانونية خاصة لشعوب الروما، والمثليين، ومرضى الإيدز، والأشخاص ذوي الإعاقة، والمشردين، واللاجئين، والأقليات الدينية، وخاصة النساء والأطفال داخل هذه المجموعات.
وأشاروا في التقرير إلى المسائل المتعلقة بالاتجار بالبشر، واستغلال العمال، والتطبيق غير الكافي لقانون اللجوء وحماية الأطفال الذين يطلبون اللجوء، ورفض معاشات الدولة للنازحين سابقًا، وعدم كفاية المساءلة القانونية عن انتهاكات حقوق الإنسان السابقة، وانخفاض مستويات حماية الحقوق من خلال حكومة الرصد. تحتوي هذه التقارير على اقتراحات بشأن العمل التدريجي لتحسين حماية صربيا لحقوق الإنسان، على غرار الاقتراحات المقدمة كمتطلب أساسي في مفاوضات صربيا للانضمام إلى الاتحاد الأوروبي.